# Intimidad
La intimidad y la privacidad son conceptos distintos dependiendo de las culturas y los individuos. La privacidad es un anglicismo, que ha tenido reciente acogida en el español. En cambio, la intimidad suele referirse a la preservación del sujeto y sus actos del resto de seres humanos, pero también se refiere a la característica de un lugar que invita a este estado del ser humano. La intimidad a veces se relaciona con anonimato a pesar de que por lo general es más preciada por las personas que son más conocidas por el público. La intimidad puede ser entendida como un aspecto de la seguridad, en el cual el balance entre los intereses de dos grupos puede ponerse en evidencia.

## Derecho a la intimidad
El derecho a la intimidad previene contra la invasión de ese ámbito por personas o instituciones (como el gobierno o las corporaciones). Está garantizado en muchos países mediante leyes, y en algunos casos, por la propia constitución. Casi todos los países poseen leyes que en alguna medida limitan la intimidad y la privacidad, por ejemplo las obligaciones impositivas normalmente requieren informar sobre ingresos monetarios. En algunos países la privacidad individual puede entrar en conflicto con las leyes que regulan la libertad de expresión, y algunas leyes requieren el hacer pública información que podría ser considerada privada en otros países o culturas.
La privacidad puede ser sacrificada en forma voluntaria, normalmente a cambio de beneficios percibidos, pero a menudo con un beneficio mínimo y con pérdidas y riesgos específicos. Un ejemplo de sacrificio voluntario es la participación en competencias y apuestas. La persona proporciona datos personales (generalmente con propósitos publicitarios) a los efectos de obtener una oportunidad de ganar un premio. Otro caso es cuando la información compartida voluntariamente es robada o usada fraudulentamente, como en el robo de identidad.
Técnicamente la privacidad es más amplia, e incluye a la intimidad. En el ámbito anglosajón privacidad e intimidad se identifican; pero en el derecho continental la intimidad es más nuclear y protegida. Por ejemplo, no tienen derecho a la intimidad las compañías, aunque sí a la privacidad. Dentro de la clasificación de secretos de la teoría del cono de Riofrío, los secretos relacionados con la intimidad son los que merecen una mayor protección a priori.

### España
La intimidad es un derecho fundamental establecido en la Constitución Española de 1978. El Art. 18

"1. Se garantiza el derecho al honor, a la intimidad personal y familiar y a la propia imagen.
2. El domicilio es inviolable. Ninguna entrada o registro podrá hacerse en el sin consentimiento del titular o resolución judicial, salvo en caso de flagrante delito.
3. Se garantiza el secreto de las comunicaciones y, en especial, de las postales, telegráficas y telefónicas, salvo resolución judicial.
4. La Ley limitará el uso de la informática para garantizar el honor y la intimidad personal y familiar de los ciudadanos y el pleno ejercicio de sus derechos."

Con los medios de comunicación tradicionales, como el correo postal, correo certificado, los apartados de correo, etc., están más que garantizados. En cambio, con el uso generalizado de los sistemas de comunicación electrónicos, la intimidad y el anonimato de las personas resultan crecientemente amenazadas.

### Colombia
El Art. 15 de la Constitución Política de 1991, dice:

Todas las personas tienen derecho a su intimidad personal y familiar y a su buen nombre, y el Estado debe respetarlos y hacerlos respetar. De igual modo, tienen derecho a conocer, actualizar y rectificar las informaciones que se hayan recogido sobre ellas en bancos de datos y en archivos de entidades públicas y privadas. En la recolección, tratamiento y circulación de datos se respetarán la libertad y demás garantías consagradas en la Constitución. La correspondencia y demás formas de comunicación privada son inviolables. Sólo pueden ser interceptadas o registradas mediante orden judicial, en los casos y con las formalidades que establezca la ley. Para efectos tributarios o judiciales y para los casos de inspección, vigilancia e intervención del Estado podrá exigirse la presentación de libros de contabilidad y demás documentos privados, en los términos que señale la ley.

Este artículo expresa tres derechos fundamentales de las personas: 1) a la intimidad, 2) al buen nombre, y 3) a conocer, actualizar y rectificar las informaciones que se hayan recogido sobre ellas en bancos de datos y en archivos de entidades públicas y privadas. Este último derecho también se conoce como "Hábeas Data", que se encuentra regulado por dos leyes: 1) la 1266 de 2008, la cual es parcial por cuanto se enfoca a las informaciones de carácter crediticio y 2) la 1581 de 2012, la cual es integral por cuanto regula el tratamiento de los datos personales y es de obligatorio cumplimiento por parte de todas y cada una de las organizaciones establecidas en el país, esto es, públicas y privadas, sin excepción alguna (incluidas las del ámbito crediticio), cuyo control recae en la Superintendencia de Industria y Comercio (SIC).

### República Dominicana
La constitución de República Dominicana de 2010, en su artículo 44, establece el derecho a la intimidad y el honor personal:

" Toda persona tiene derecho a la intimidad. Se garantiza el respeto y la no injerencia en la vida privada, familiar, el domicilio y la correspondencia del individuo. Se reconoce el derecho al honor, al buen nombre y a la propia imagen. Toda  autoridad o particular que los viole está obligado a resarcirlos o repararlos conforme a la ley. Por tanto:  

1)  El hogar, el domicilio y todo recinto privado de la persona son inviolables, salvo en los casos que sean ordenados,  de conformidad con la ley, por autoridad judicial competente o en caso de flagrante delito;  
2)  Toda persona tiene el derecho a acceder a la información y a los datos que sobre ella o sus bienes reposen en los registros oficiales o privados, así como conocer el destino y el uso que se haga de los mismos, con las limitaciones fijadas por la ley. El tratamiento de los datos e informaciones personales o sus bienes deberá hacerse respetando los principios de calidad, licitud, lealtad, seguridad y finalidad. Podrá solicitar ante la autoridad judicial competente la actualización, oposición al tratamiento, rectificación o destrucción de aquellas informaciones que afecten ilegítimamente sus derechos; 
3)  Se reconoce la inviolabilidad de la correspondencia, documentos o mensajes privados en formatos físico, digital, electrónico o de todo otro tipo. Sólo podrán ser ocupados, interceptados  o registrados, por orden de una autoridad judicial competente, mediante procedimientos legales en la sustanciación de asuntos que se ventilen en la justicia y preservando el secreto de lo privado, que no guarde relación con el correspondiente proceso. Es inviolable el secreto de la comunicación telegráfica, telefónica, cablegráfica, electrónica, telemática o la establecida en otro medio, salvo las  autorizaciones otorgadas por juez o autoridad competente, de conformidad con la ley; 

4)  El manejo, uso o tratamiento de datos  e informaciones de carácter oficial que recaben las autoridades encargadas de  la prevención, persecución y castigo del crimen, sólo podrán ser tratados o comunicados a los registros públicos, a partir de que haya intervenido una apertura a juicio, de conformidad con la ley."

### Uruguay
La Constitución de 1997 dicta:

Artículo 7.
Los habitantes de la República tienen derecho a ser protegidos en el goce de su vida, honor, libertad, seguridad, trabajo y propiedad. Nadie puede ser privado de estos derechos sino conforme a las leyes que se establecieron por razones de interés general.
Artículo 10.
Las acciones privadas de las personas que de ningún modo atacan el orden público ni perjudican a un tercero, están exentas de la autoridad de los magistrados.
Ningún habitante de la República será obligado a hacer lo que no manda la ley, ni privado de lo que ella no prohíbe.
Artículo 28.
Los papeles de los particulares y su correspondencia epistolar, telegráfica o de cualquier otra especie, son inviolables, y nunca podrá hacerse su registro, examen o interceptación sino conforme a las leyes que se establecieron por razones de interés general.